# Halleck (Nevada)
Halleck es un área no incorporada ubicada en el condado de Elko en el estado estadounidense de Nevada.

## Geografía
Halleck se encuentra ubicado en las coordenadas 40°57′3″N 115°27′10″O / 40.95083, -115.45278.